# Kastamonu
Kastamonu es una ciudad situada al norte de Turquía y capital de la provincia de Kastamonu. Tiene una población de 80.582 habitantes (2007).
Cerca de la ciudad se encuentra el pueblo de Kasaba, que alberga una importante mezquita, la Mahmut Bey, que data de 1366 y que se construyó en estilo selyúcida. Se considera una de las mejores mezquitas de madera de Turquía, en la que destaca la puerta tallada.

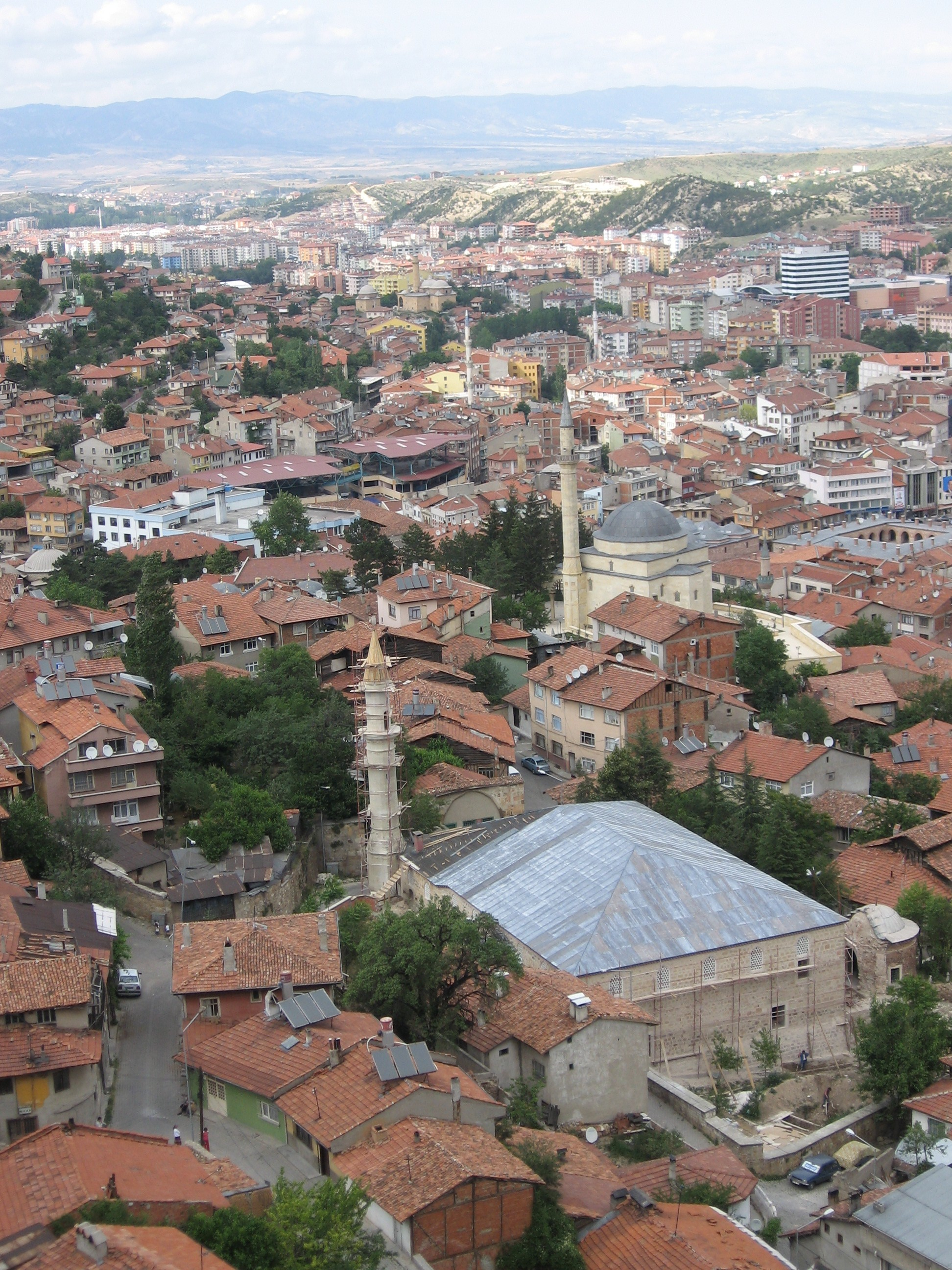
Kastamonu desde la ciudadela.

## Historia
Se cree que la ciudad fue fundada en el siglo XVIII a. C. con el nombre de Gas Tumana por los hititas, pero la identificación es incierta aunque podría ser la etimología del topónimo actual. El lugar pasó luego por los dominios frigio, lidio y persa. Durante la época romana, formó parte de Paflagonia y se conocía con el nombre de Timonion, parecido a la denominación hitita, aunque otros la identificaban con Germanicópolis o con Sora. Bajo dominio bizantino no aparece mencionada hasta el siglo XI como Kastamona, nombre que conserva apenas modificado en la actualidad. Isaac I Comneno, hijo de un humilde soldado de Tracia, recibió por sus méritos de Basilio II (976-1025) el feudo y construyó una fortaleza denominada Castra Comneni. Desde 1071 fue conquistada alternativamente por turcos seléucidas y el Imperio bizantino, y alcanzó prosperidad pese a todo; los emperadores Comnenos la tenían por el lugar de origen de su dinastía. Desde 1292, cuando la conquistó Temür Yaman Candar, hasta 1461, se estableció el beylicato de Candaroğlu (a veces llamado Candar, Candaroğulları o İsfendiyaroğulları en turco), que gobernó en los territorios de Kastamonu y Sinope y parcialmente en Zonguldak, Samsun y Çankırı, en la región del Mar Negro. El gran viajero musulmán Ibn Battuta (1304-1377) visitó la ciudad y la destacó como "una de las ciudades más grandes y mejores, donde los productos son abundantes y los precios bajos". Se quedó allí cuarenta días. Este gobierno colapsó en 1461 cuando el sultán otomano Mehmed II anexionó la región. Así pues, tras el dominio de los seléucidas se impuso el de los otomanos. Bajo dominio otomano, Kastamonu quedó relativamente aislada al estar alejada de las principales rutas comerciales; tampoco se construyó una línea de ferrocarril a principios del siglo XX, lo que contribuyó a su aislamiento y a su crisis económica; la población, mayoritariamente musulmana, posee una minoría griega de confesión ortodoxa y otra más pequeña armenia, a lo largo de la historia a veces mal toleradas. A principios del siglo XX se hizo una mina en sus cercanías para extraer níquel. 
El cambio del código de vestimenta iniciado por Atatürk comenzó en Kastamonu el 23 de agosto de 1925. Atatürk llevó a cabo un histórico discurso sobre la "Reforma de sombreros y vestimenta" en 1925, cuando visitó la ciudad, en el edificio del Partido Republicano del Pueblo. Hoy en día, el edificio alberga el Museo Arqueológico y en él se encuentra la ropa que utilizó Atatürk durante su visita a Kastamonu. La situación no mejoró hasta los años sesenta, en que se construyeron mejores carreteras. La autopista D765 cruza la ciudad en dirección norte-sur desde el puerto de İnebolu en el Mar Negro, a menos de 100 kilómetros de distancia, y continúa al sur hasta Ankara. La ciudad industrial de Karabük se encuentra a 115 kilómetros al oeste. La zona es conocida por su industria tabaquera y maderera. En 2006 se fundó la Universidad de Kastamonu.

## Gente notable
- Iovan Tsaous (Yiannis Eitziridis) (1893-1942), músico y compositor griego.
- Saban Veli (1499-1569), santo sufí.